# بخش شاونی (شهرستان آلن، اوهایو)
بخش شاونی (به انگلیسی: Shawnee Township) یک منطقهٔ مسکونی در ایالات متحده آمریکا است که در شهرستان آلن، اوهایو واقع شده‌است.
 بخش شاونی ۷۵٫۸ کیلومتر مربع مساحت و ۱۲٬۴۳۳ نفر جمعیت دارد و ۲۵۶ متر بالاتر از سطح دریا واقع شده‌است.